# Surmeir

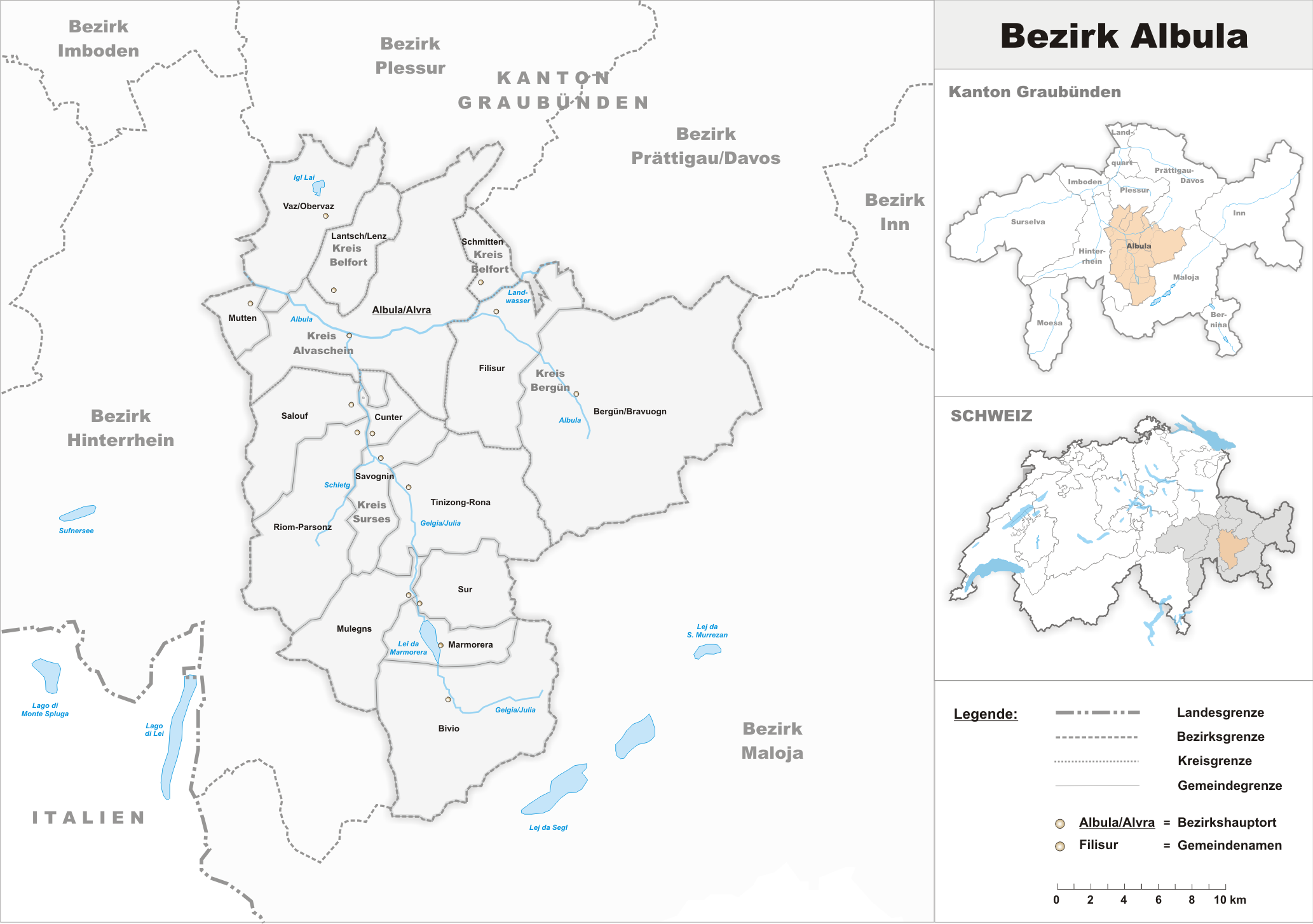
Bezirk Albula

Surmeir ⓘ ist die rätoromanische Bezeichnung für eine Region im Zentrum Graubündens. Zu ihr gehören das Oberhalbstein, das Albulatal und die Hochebene der Lenzerheide. Surmeir ist identisch mit der heutigen politischen Region Albula und (mit Ausnahme der Gemeinde Mutten) mit der bis 2015 existierenden Region Mittelbünden.

## Der Name «Surmeir»
In der Schinschlucht zwischen Thusis und Tiefencastel gibt es eine Felswand mit dem Namen Meir (deutsch ‚Mauer‘) (im Surmeirischen von Vaz/Obervaz und Lantsch/Lenz Moir). Auch die Schinschlucht wird auf Bündnerromanisch Tgavorgia digl meir genannt. Surmeir ist die Landschaft «oberhalb der Mauer».
Den Namen «Surmeir» gibt es nur in Bündnerromanisch, eine entsprechende deutsche Bezeichnung gibt es nicht. Heutzutage wird die Region auch «Mittelbünden / Grischun central» genannt.
Während bei der deutschsprachigen Bevölkerung der Begriff «Mittelbünden» in Gebrauch ist, ziehen die Rätoromanen die Bezeichnung «Surmeir» dem «Grischun central» vor.
Surmeir wird unterteilt in Surses (Oberhalbstein) und Sotses (Unterhalbstein). Während bei den Rätoromanen die Bezeichnungen Surses und Sotses gebräuchlich sind, kennen die Deutschsprachigen gewöhnlich nur noch den Begriff Oberhalbstein; das Unterhalbstein wird von ihnen heute Albulatal und die Lenzerheide genannt. Auch hinsichtlich der Lenzerheide gibt es Unterschiede zwischen Deutsch und Bündnerromanisch: Während die Deutschsprachigen sowohl für das Dorf als auch für die Passlandschaft die Bezeichnung «Lenzerheide» gebrauchen, haben die Rätoromanen verschiedene Bezeichnungen: Das Dorf heisst Lai, die Hochebene/Passlandschaft «Planoiras».
Die Landschaft Davos, die auch im Gebiet «oberhalb des Schins» liegt, wird nicht zum Surmeir gerechnet. Überhaupt wird die Abgrenzung von Surmeir nicht überall gleich gesehen. Heute ist zwar allgemein anerkannt, dass Surmeir identisch mit dem Bezirk Albula ist, es gibt aber auch Kreise, die unter Surmeir nur das ehemalige Verbreitungsgebiet der surmeirischen Sprache verstehen. Zudem kommt eine religiöse Komponente hinzu, war das surmeirische Sprachgebiet früher doch fast zu 100 % katholisch, während die umliegenden Regionen reformiert waren (siehe Abschnitt Religion).

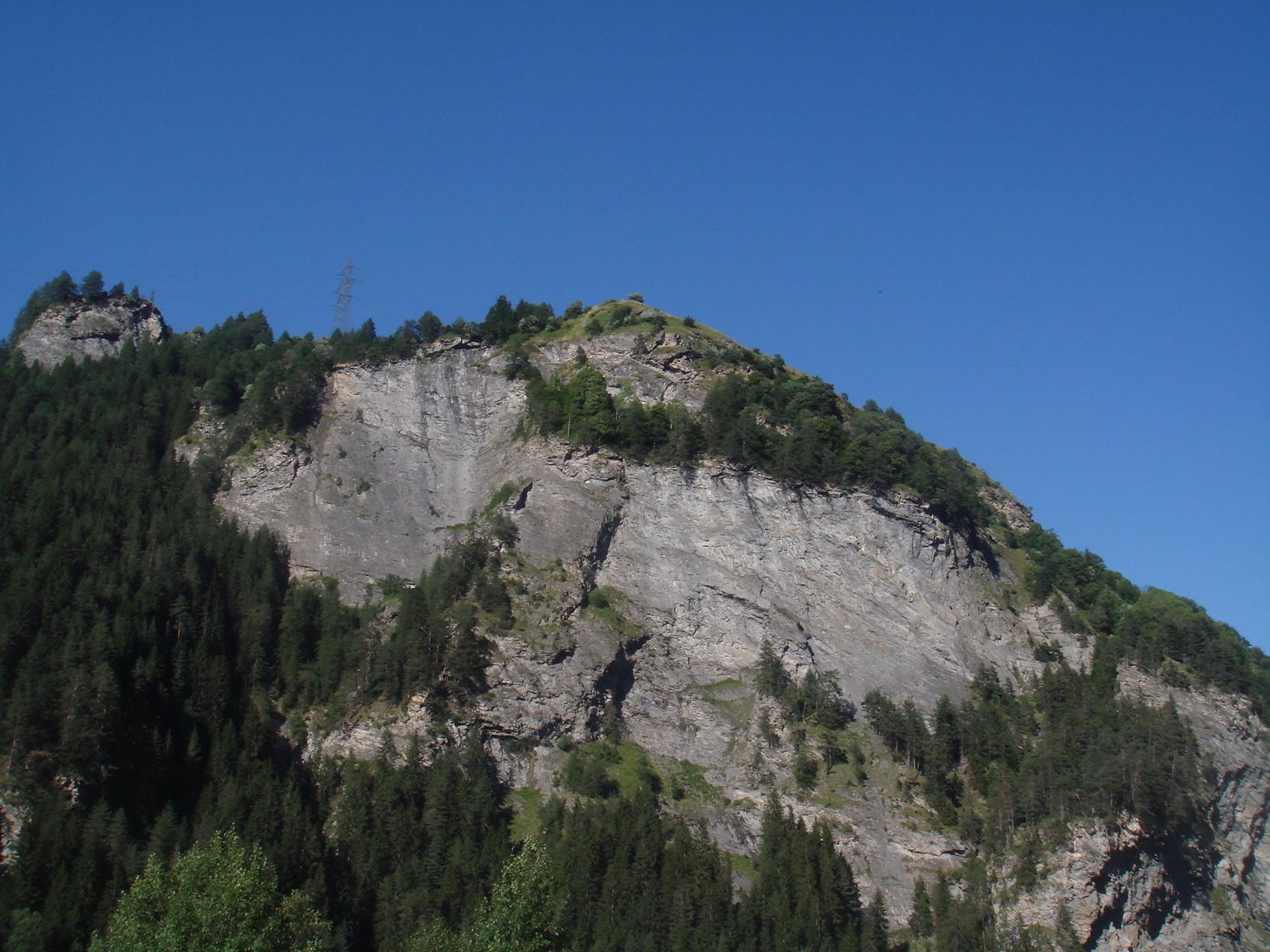
Die Felswand igl Meir

## Geographie
Surmeir erstreckt sich von Mutten im Westen bis Bergün/Bravuogn und zum Albulapass im Osten und von Valbella im Norden bis Bivio und zum Julierpass im Süden. Die Flüsse im Surmeir sind die Albula, die Julia und das Landwasser. Die höchsten Berge sind der Piz Kesch mit 3418 m ü. M., der Piz Calderas (3397 m ü. M.), der Piz Platta (3392 m ü. M.), der Piz d’Err (3378 m ü. M.) und der Piz Ela (3338 m ü. M.). Der tiefste Punkt liegt in der Schinschlucht auf 745 m ü. M.

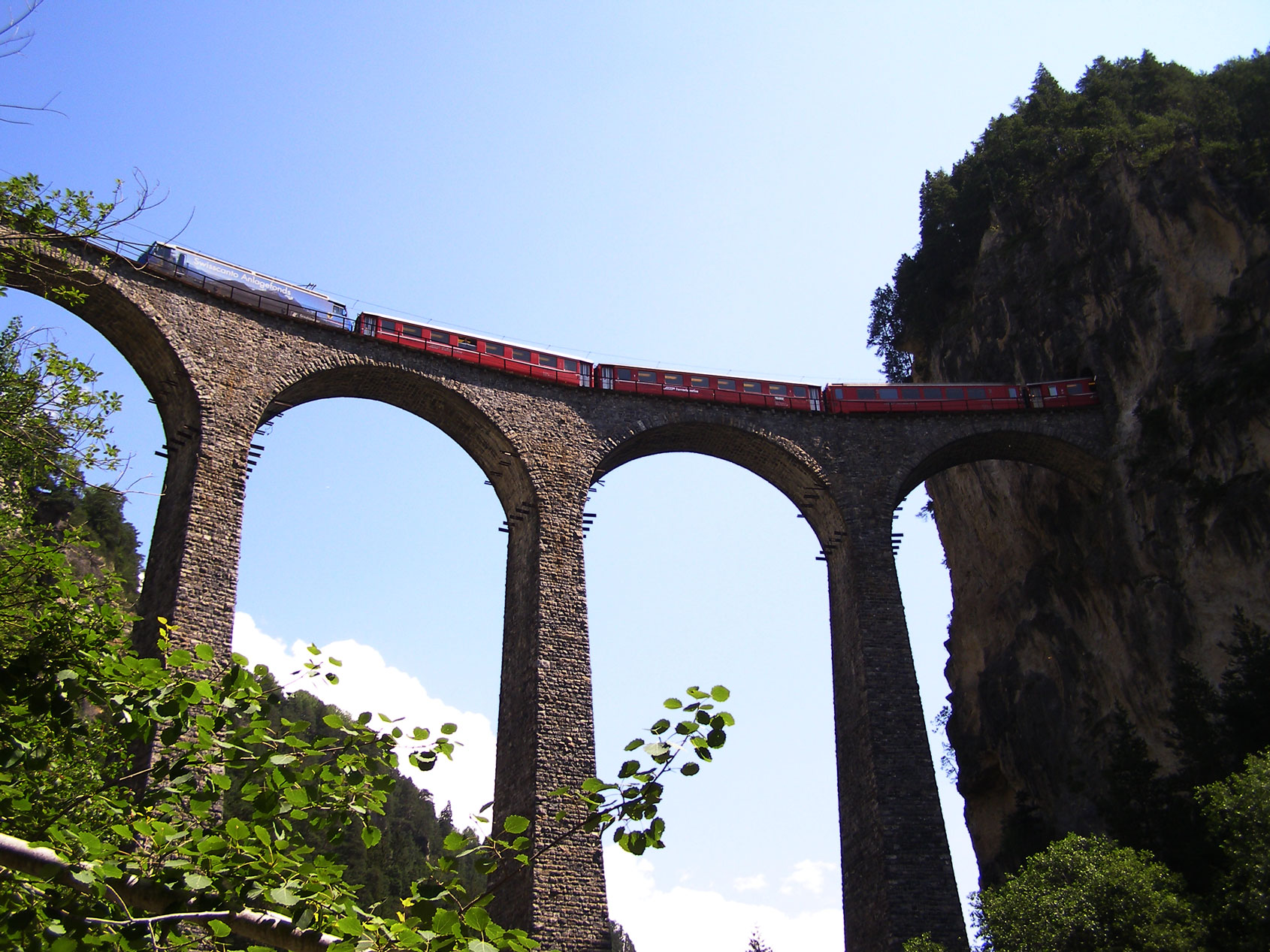
Das Landwasserviadukt

### Albulatal/Val d’Alvra
Das Albulatal wird vom Fluss mit dem gleichen Namen durchflossen. Der Fluss hat seine Quelle in der Nähe des Albulapasses. Kurz nach der Quelle durchfliesst die Albula den Palpuognasee. Die Albula durchfliesst auf dem Weg talabwärts Bergün und Filisur. Diese beiden Gemeinden bilden das obere oder hintere Albulatal. Rund einen Kilometer nach Filisur vereinigt sich die Albula mit dem Landwasser, welches bedeutend mehr Wasser führt. Das Landwasser kommt von Davos und durchfliesst die Zügenschlucht, die Grenze zwischen Surmeir und der Region Davos. Unterhalb von Schmitten, kurz bevor das Landwasser in die Albula mündet, steht das Landwasserviadukt, das wohl bekannteste Bauwerk der Rhätischen Bahn.
Dort wo sich die Albula mit dem Landwasser vereinigt, beginnt das untere oder vordere Albulatal. Die Albula fliesst nun Richtung Tiefencastel, wo sie sich mit der Julia vereinigt. Tiefencastel ist das politische Zentrum von Surmeir.

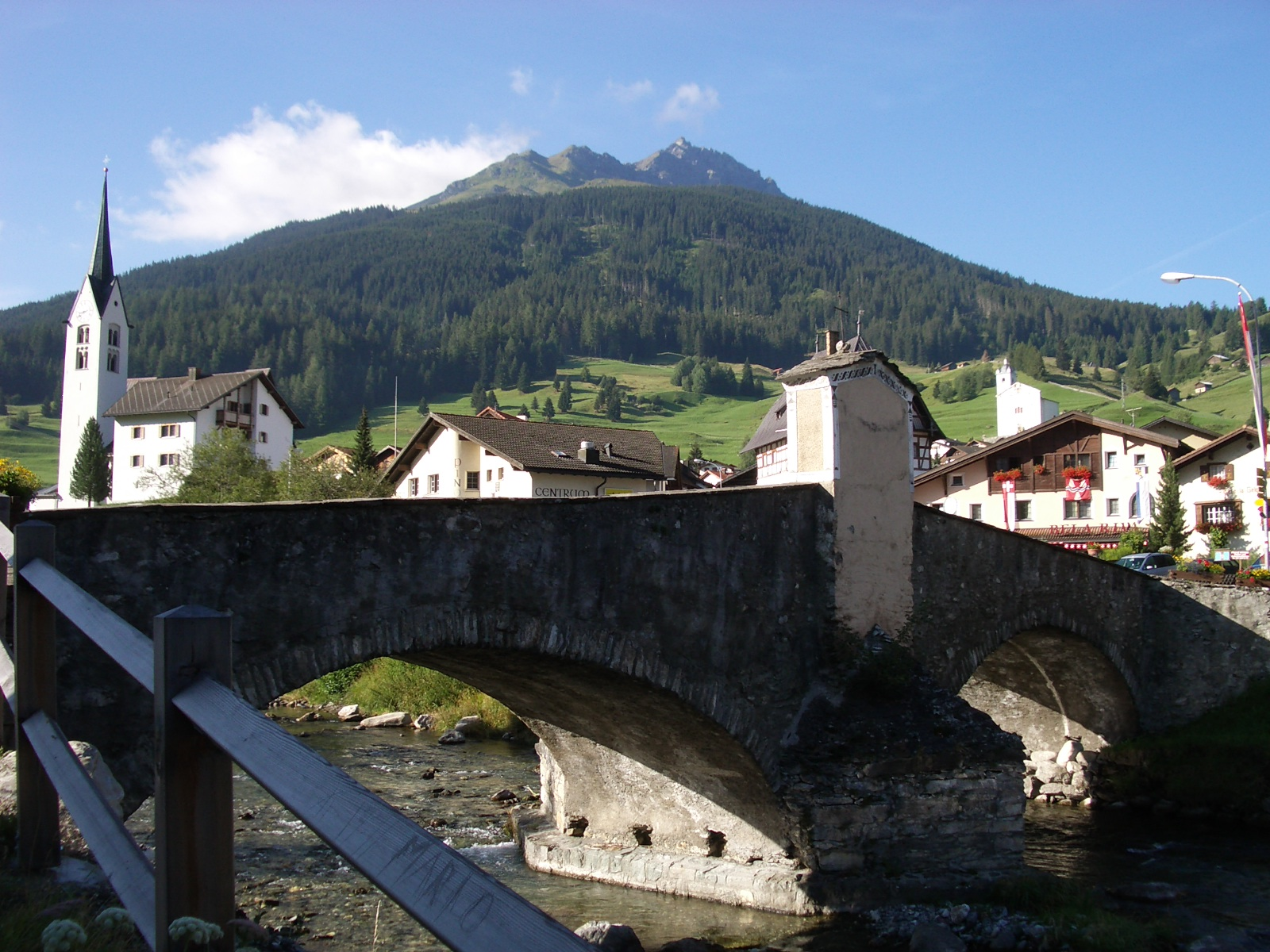
Savognin mit Punt Crap und der Kirche Nossadonna

### Oberhalbstein/Surses
Die Julia (rom. Gelgia) durchfliesst das zweite Haupttal von Surmeir, das Oberhalbstein. Die Julia hat ihre Quelle im Val d’Agnel in der Nähe des Julierpasses. Das erste Dorf unter dem Pass ist Bivio. Bivio ist die Weggabelung für den Julierpass, welcher ins Engadin führt, und den Septimerpass, welcher ins Bergell führt. Der Name Bivio bedeutet «Weggabelung». In Marmorera liegt mit dem Lai da Marmorera einer der grössten Stauseen Graubündens. Seit 1954 wird hier Strom für das Elektrizitätswerk der Stadt Zürich produziert.
Zwischen Rona und Tinizong überwindet die Julia einen ziemlichen Höhenunterschied. Der Wald zwischen diesen beiden Dörfern bildet einen Riegel im Tal. Daher wird der obere Teil «Surgôt» (Ob dem Wald) und der untere Teil «Sotgôt» (Unter dem Wald) genannt. Im Sotgôt liegt Savognin, der Hauptort des Tales. Savognin ist die grösste Ortschaft im Tal. Die Julia verlässt das Oberhalbstein durch die Schlucht des «Crap Ses» und mündet bei Tiefencastel in die Albula.

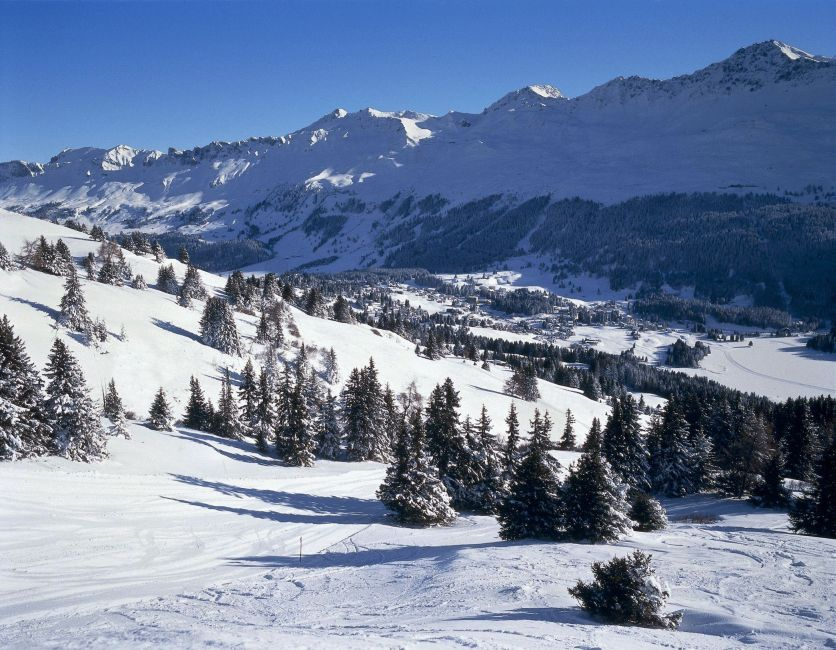
Valbella mit dem Parpaner Rothorn im Hintergrund

### Lenzerheide/Planoiras
Albula und Julia setzen nach dem Zusammenfluss ihren Weg fort zur Schinschlucht, wo sie den Lai da Niselas speisen, ebenfalls ein künstlicher See für die Stromproduktion. In der Schinschlucht liegt die Grenze zwischen Surmeir und dem Domleschg. Hoch über der Schlucht liegt das Plateau der Lenzerheide. Obwohl Lenzerheide/Lai das grösste Dorf von Surmeir ist, bildet es keine eigenständige Gemeinde, sondern gehört zu Vaz/Obervaz.

## Politische Einteilung
Surmeir war bis Ende 2015 in die vier Kreise Alvaschein, Belfort, Bergün und Surses mit total 16 Gemeinden eingeteilt. Zu Details über Kreise und Gemeinden siehe Bezirk Albula.

## Geschichte
Die Geschichte von Surmeir wurde jahrhundertelang von der wichtigen Alpentransitroute von Chur über die Hochebene der Lenzerheide nach Lantsch/Lenz, Tiefencastel, durch das Oberhalbstein und über den Septimer- bzw. Julierpass geprägt. Diese im Mittelalter «Obere Strasse» genannte Route gehörte einst zu den wichtigsten Nord-Süd-Verbindungen über die Alpen. Die Strecke war die kürzeste Verbindung zwischen dem Bodenseeraum und der Poebene. Zudem weist sie keine nennenswerten topografischen Schwierigkeiten auf; die Schlucht des «Crap Ses» konnte gut via Mon und Salouf umgangen werden.

### Bronze- und Eisenzeit
Zahlreiche prähistorische Fundorte (Lantsch/Lenz, Savognin, Tiefencastel) belegen, dass das untere Albulatal und das untere Oberhalbstein schon zur Bronze- und Eisenzeit besiedelt waren. Einige Einzelfunde lassen auch auf einen bescheidenen Transitverkehr schliessen.

### Die Römer
Im Jahr 16 v. Chr. wurde unter der Führung zweier Stiefsöhne des Kaisers Augustus – Drusus und Tiberius – in nur einem Sommer (Strabon, Geographika IV,6,9) ein großes Gebiet im Alpenraum erobert, das später zur Provinz Raetia wurde. Bei Tiefencastel und auf dem Septimerpass wurden auch römische Schleuderbeile gefunden, welche vermutlich von diesem Feldzug stammen. Archäologische Funde aus der Römerzeit sind sehr zahlreich vorhanden. Erwähnenswert sind u. a. der Goldschatz von Burvagn, die Überreste einer römischen Villa in Riom oder das römische Heiligtum auf dem Julierpass mit den beiden noch heute sichtbaren Säulen.
Die Bevölkerung betrieb ausgedehnten Ackerbau und intensive Schafwirtschaft. Auch sind Erzlagerstätten bekannt. Bedeutend war der Transitverkehr über die Pässe Julier und Septimer. An mehreren Stellen nachgewiesene Radspuren am Julierpass zeigen, dass der Pass eine der wenigen Alpenübergänge war, die bereits in römischer Zeit intensiv befahren wurde. Der Saumverkehr zog wohl mehrheitlich den kürzeren, aber steileren und lawinengefährdeten Septimer vor.
Das «Itinerarium Antonini», ein im späten 3. Jh. n. Chr. unter Beizug älterer Unterlagen erstelltes Strassenverzeichnis, gibt zwischen den Stationen Tinnetione (Tinizong im Oberhalbstein) und Muro (wohl Müraia bei Promontogno) einen Strassenzug wieder, der nur der Septimer- bzw. der Julierroute entsprechen kann.

### Frühmittelalter
Das erste urkundliche Auftreten erfolgte im Frühmittelalter. So erwähnt das sog. Reichsurbar von ca. 840 die Existenz von vier Königshöfen (grossen Wirtschaftseinheiten mit einer Vielzahl von Bauernhöfen), nämlich zu Vaz, Lantsch/Lenz, Tiefencastel und Riom. Das ganze um 840 besiedelte Gebiet von Surmeir bildete einen von insgesamt zwölf in sich abgeschlossenen Verwaltungsbezirken des fränkischen Königsguts in Churrätien. Der Minister mit Sitz in Tiefencastel verwaltete die Königsgüter, sicherte und kontrollierte den Nord-Süd-Verkehr und hielt Gericht über die königlichen Hofleute und die Freien in diesem Raum. Es ist im Reichsurbar ausdrücklich die Rede von hundert freien Männern. Für tausend Jahre war es das letzte Mal, dass Surmeir eine politische Einheit bildete.

### Hochmittelalter
Im Hochmittelalter entstanden mehrere feudale Herrschaften, aus denen die zwei wichtigsten übrig blieben: das Bistum Chur, die Freiherren von Vaz und deren Nachfolger (Toggenburger, Montforter sowie die Herzöge von Oesterreich). Die Besiedlung und Erschliessung des grössten Teils des oberen Albulatals erfolgte vom 11. bis zum 13. Jahrhundert. Neben freien rätoromanischen Kolonisten trugen auch Walser zur Erschliessung bei. Die Untertanen des Bischofs schlossen sich dem Gotteshausbund an, die der Österreicher dem Zehngerichtebund.

### Freistaat der drei Bünde
Im ausgehenden 15. und vor allem im 16. Jahrhundert gingen die Rechte der Feudalherren durch Kauf an die Bevölkerung der Nachbarschaften über. Aus den Gerichten der Feudalzeit entstanden die Gerichtsgemeinden. Eine Gerichtsgemeinde im alten Dreibündenstaat umschloss ein Gebiet mit mehreren Nachbarschaften (Dörfern). Der Rat der Gerichtsgemeinde, präsidiert vom Landammann, hatte zu allen politischen Fragen Stellung zu nehmen. Wichtige Vorlagen unterbreitete der Rat der Landsgemeinde, die mindestens einmal im Jahr zusammentrat. Die Gerichtsgemeinden hatten auch die niedere Gerichtsbarkeit, während für die hohe Gerichtsbarkeit die Hochgerichte zuständig waren.
Die Situation in Surmeir sah folgendermassen aus:
- Zehngerichtebund
  - Hochgericht Belfort
    - Gerichtsgemeinde Innerbelfort mit Nachbarschaften Alvaneu, Schmitten und Wiesen.
    - Gerichtsgemeinde Ausserbelfort mit Nachbarschaften Brienz/Brinzauls, Surava und Lantsch/Lenz.

  - Zum Hochgericht Belfort gehörte auch noch die Gerichtsgemeinde Churwalden.
- Gotteshausbund
  - Hochgericht Oberhalbstein
    - Gerichtsgemeinde Oberhalbstein mit Nachbarschaften Cunter, Savognin, Salouf, Riom, Parsonz, Tinizong,  Rona, Mulegn, Sur.
    - Gerichtsgemeinde Tiefencastel mit den Nachbarschaften Tiefencastel, Mon und Alvaschein.

  - Hochgericht Greifenstein mit
    - Gerichtsgemeinde Obervaz mit Nachbarschaften Vaz/Obervaz, Stierva und Mutten sowie
    - Gerichtsgemeinde Bergün mit Nachbarschaften Bergün, Stuls, Latsch und Filisur.

  - Die Gerichtsgemeinde Stalla mit den Nachbarschaften Bivio und Marmorera gehörte zum Hochgericht Ramosch

1387 wurde der Septimerpass zu einer befahrbaren Strasse ausgebaut. Den Warenverkehr beherrschten die Porten, Transportgenossenschaften der einheimischen Bauern. Am Septimer waren dies die Porten Lenz, Tinizong, Stalla (Bivio und Marmorera) und Bergell. Als 1473 die Strasse durch die Viamalaschlucht gebaut wurde, verlor die «Obere Strasse» immer mehr an Bedeutung gegenüber der «Unteren Strasse», die über den Splügen- und San Bernardinopass führte.
Neben der wichtigen Nord-Süd-Transversale wurden auch andere Routen erschlossen, so durch die Schinschlucht und über den Albulapass. Ausser der Landwirtschaft und dem Transitwesen spielte auch der Bergbau eine grosse Rolle (Schmitten, Bellaluna bei Filisur, Val d’Err). Das Schwefelbad von Alvaneu Bad wurde schon in einem 1553 von Conrad Gessner herausgegebenen Werk über die rätischen Bäder als eines der meistfrequentierten Graubündens dargestellt.
Die Christianisierung erfolgte in Surmeir relativ früh, was sicher mit der Verkehrslage zu tun hat. Zu den frühesten Sakralbauten gehören denn auch Kapellen auf den Passhöhen. Um 1100 ist eine St.-Peter-Kapelle auf dem Septimerpass bezeugt. In St. Cassian bei Lantsch/Lenz, das den südlichsten Punkt der Hochebene der Lenzerheide markiert, wurden sogar Überreste einer Kirche aus dem 6. Jahrhundert gefunden. Im Jahr 924 ist zum ersten Mal ein Kloster bei Mistail erwähnt. Die Meinung, dass die Kirche St. Peter in Mistail die Talkirche des ganzen Albulatals war, wird von der neuen Forschung verworfen. Diese Rolle kam der Kirche St. Ambriesch in Tiefencastel zu. Die Talkirche des Oberhalbsteins war St. Laurenz in Riom. Nach zwei Maria-Erscheinungen 1580 wurde in Ziteil eine Kirche gebaut. Es entstand ein viel besuchter Pilgerort.
Die Reformation stiess in Surmeir auf keinen fruchtbaren Boden. Nur einige Gebiete am Rand nahmen den neuen Glauben an. Es waren die Kapuziner der rätischen Mission die dafür sorgten, dass Surmeir beim alten Glauben blieb. Als Zeugen dieser Zeit sind die vielen Barockkirchen im Surmeir zu erwähnen.

### Neuzeit
Seit der Zugehörigkeit Graubündens zum schweizerischen Einheitsstaat der Helvetik ab 1799 wurde die bestehende politische und Gerichtsorganisation aufgelöst. Anstelle der bisherigen Gerichtsgemeinden wurde ein Bezirk Albula geschaffen, in dem ein einziges Gericht für erstinstanzliche Straf- und Zivilfälle zuständig war. Es war eigentlich die Wiedererrichtung einer Organisation, wie sie schon um 840 bestanden hatte. In politischer Hinsicht ging die Macht vom Einheitsstaat aus.
1803 wurden die früheren föderalistischen Strukturen weitgehend wiederhergestellt, nur hatten die Gerichtsgemeinden keine Gesetzgebungskompetenzen mehr. Die Gesetzgebung oblag dem Grossen Rat.
Ab 1851 wurden neu Kreise anstatt der  Gerichtsgemeinden geschaffen, mit zum Teil neuen Zusammensetzungen. Aus der Gerichtsgemeinde entstand der Kreis Bergün, dem noch die Nachbarschaft Wiesen zugeteilt wurde. Der Kreis Belfort war nun um Wiesen kleiner. Aus den beiden Gerichtsgemeinden Obervaz und Tiefencastel entstand nur ein Kreis: Alvaschein. Oberhalbstein erhielt Zuwachs durch Bivio und Marmorera.
Die bisherigen Nachbarschaften erhielten den Status von staatsrechtlich anerkannten Selbstverwaltungskörpern und wurden zu politischen Gemeinden. Surmeir hatte damals 27 Gemeinden.
1869 vereinigten sich die Gemeinden Brienz/Brinzauls und Surava zu einer Gemeinde, separierten sich aber 1883 wieder. Latsch und Stuls vereinigten sich 1912 bzw. 1920 mit Bergün. 1979 fusionierten Parsonz und Riom zur Gemeinde Riom-Parsonz und 1998 Tinizong und Rona zu Tinizong-Rona.
Per 1. Januar 2009 fusionierte die Gemeinde Wiesen mit der Gemeinde Landschaft Davos. Mit der Fusion verliess Wiesen den Bezirk Albula und den Kreis Bergün.
Ab 1820 bis 1840 wurde die neue Fahrstrasse über den Julierpass und die Lenzerheide gebaut. 1865 erfolgte der Ausbau der Albulapassstrasse und 1869 der Schinstrasse. Der Postkutschenverkehr brachte eine neue Blüte für den Transitverkehr. Auch entstanden erste Hotels an den Transitrouten (Tiefencastel, Mulegns, Bergün). 1882 wurde auf der Lenzerheide das Hotel Kurhaus eröffnet. Dieses Ereignis gilt als Gründung des Kurortes Lenzerheide, welche früher nur als Maiensäss genutzt wurde.
1903 wurde die Albulastrecke der Rhätischen Bahn eröffnet. Für die Dörfer an der Bahnlinie bedeutete das neuen Aufschwung, wogegen die Dörfer an der alten Julierroute in wirtschaftliche Schwierigkeiten gerieten.
In jüngster Zeit sind Bestrebungen zur politischen Neuorganisation im Gange. Eine Talfusion aller 9 Gemeinden im Oberhalbstein wurde aber 2006 verworfen. Per 1. Januar 2015 fusionierten die Gemeinden Alvaneu, Alvaschein, Brienz/Brinzauls, Mon, Stierva, Surava und Tiefencastel zur neuen Gemeinde Albula/Alvra.

## Bevölkerung
Surmeir hat 8573 Einwohner (Dezember 2008). Die grösste Gemeinde ist Vaz/Obervaz mit 2599 Einwohnern, inkl. Lenzerheide und Valbella. Die kleinste Gemeinde war bis zur Bildung der Gemeinde Surses Mulegns, das 26 Einwohner hatte.

### Sprache
In den meisten Gemeinden im Surmeir herrscht das Rätoromanische. Gesprochen wird dessen Idiom Surmiran. Einen Sonderfall bildete Bergün, dessen Dialekt, das Bargunsegner, zwar ebenfalls dem Surmiran angehört, wo aber als Schriftsprache das oberengadinische Puter verwendet wurde. Diese sprachliche Situation geht auf die Zeit der Reformation zurück, als Bergün als eine der ganz wenigen Gemeinden Mittelbündens die Reformation annahm. Seit dem Beginn des 20. Jahrhunderts hat sich jedoch die deutsche Sprache immer mehr ausgebreitet. Im Oberhalbstein bilden die Romanischsprachigen noch die Mehrheit, wogegen in den meisten Gemeinden des Albulatal das Deutsche die Oberhand gewonnen hat.
Mutten und Schmitten waren nie romanisch; beide Dörfer wurden von Walsern gegründet und waren daher immer deutschsprachig. Einen Spezialfall stellt das im 19. Jahrhundert germanisierte Filisur dar, wo noch die Flurnamen von der romanischen Vergangenheit zeugen.
Eine ganz besondere sprachliche Situation herrscht in Bivio, einer dreisprachigen Gemeinde. Ursprünglich war Bivio romanisch. Da die Einwohner des benachbarten Bergells ihre Maiensässe in Bivio, wurden in der frühen Neuzeit einige Bergeller Familien dort sesshaft und brachten so die italienische Sprache ins Dorf. Infolge des Transitverkehrs über den Julierpass hat schliesslich auch das Deutsche seinen Weg nach Bivio gefunden.
Die Tabelle zeigt die Ergebnisse der Eidgenössischen Volkszählung. Zu bemerken ist, dass bei der Volkszählung nach der Sprache, «die man am häufigsten gebraucht», gefragt wurde. Das hatte zur Folge, dass viele Personen, die Romanisch beherrschen, als deutschsprachig gezählt wurden.
| Sprachen in Surmeir (Eidg. Volkszählung 2000) |           |         |
| Sprache                                       | Einwohner | Prozent |
| Deutsch                                       | 5'646     | 66,3 %  |
| Rumantsch                                     | 2'163     | 25,4 %  |
| Italiano                                      | 263       | 3,1 %   |
| Andere Sprachen                               | 442       | 5,2 %   |
| Total                                         | 8'514     | 100,0 % |

### Religion
Die Ilanzer Artikel der Jahre 1524 und 1526 garantierten jeder Gemeinde das Recht, bei der Religion ihrer Wahl zu bleiben. So ergab sich die Situation, dass eine Bündner Gemeinde reformiert wurde, während die Nachbargemeinde beim alten Glauben blieb.
Im Surmeir korrelieren Religion und Sprache weitgehend: Fast alle Gemeinden mit ursprünglich surmiranischer Sprache blieben während der Reformation katholisch, überdies auch die Walsergemeinde Schmitten. Die beiden Gemeinden des oberen Albulatals, Bergün und Filisur, nahmen hingegen die Reformation an, wobei der grosse Einfluss des Oberengadins sicher eine Rolle spielte. Auch die Walsergemeinde Mutten wurde reformiert.
Einen Spezialfall stellt wiederum Bivio dar: Die italienischsprachigen Bergeller brachten die reformierte Konfession mit, die alteingesessene romanische Bevölkerung blieb katholisch. Dass Bivio nur ein Kirchengebäude hatte, gab immer wieder Anlass zu Streitereien zwischen den Konfessionen, sodass die Protestanten 1657 nach heftigen Auseinandersetzungen und der Intervention der Drei Bünde auf ihr Recht an der gemeinsamen Kirche verzichteten und eine eigene Kirche bauten. Die Katholiken schenkten ihnen dafür eine Glocke.
| Konfessionen in Surmeir (Volkszählung 2000) |           |         |
| Konfession                                  | Einwohner | Prozent |
| Röm.-katholisch                             | 5'375     | 63,1 %  |
| Ev.-reformiert                              | 2'196     | 25,8 %  |
| Andere                                      | 586       | 6,9 %   |
| Konfessionslos                              | 357       | 4,2 %   |
| Total                                       | 8'514     | 100,0 % |

## Wirtschaft
Wie überall im Kanton Graubünden arbeitet auch im Surmeir der grösste Teil der Erwerbstätigen im Dienstleistungssektor, nämlich 61,7 % (Dezember 2005). Haupterwerbszweig ist der Tourismus. Es folgt der zweite Sektor (23 %), wo vor allem die Holzverarbeitung und die Elektrizitätsproduktion erwähnenswert sind. In der Land- und Forstwirtschaft arbeiten noch 15,3 %.

### Tourismus
Surmeir lebt sowohl vom Winter- als auch vom Sommertourismus; wichtiger ist aber immer noch der Wintertourismus. Im Surmeir gibt es drei Tourismusdestinationen: Lenzerheide, Savognin-Bivio und Bergün.
Die grösste Destination ist Lenzerheide. In den letzten 120 Jahren konnte sich die Destination zu einem international bekannten Ort etablieren. Lenzerheide gehört neben Davos, St. Moritz, Arosa und Flims/Laax zu den grössten Destinationen Graubündens. Savognin gehört zu den mittelgrossen Destinationen. Sie profiliert sich vor allem als Ferienort für Familien. Bergün gehört zu den kleinen Destinationen. Es ist nicht in erster Linie wegen des Skigebietes bekannt, sondern aufgrund der Schlittenbahn zwischen Preda und Bergün.

### Medien
Mit der Pagina da Surmeir verfügt die Region über eine wöchentlich erscheinende Zeitung im einheimischen rätoromanischen Idiom.

### Elektrizitätsproduktion
Die Elektrizitätsproduktion ist ein wichtiges Standbein für die Wirtschaft und den Wohlstand der Region. Sie bietet nicht nur Arbeitsplätze, sondern durch den Wasserzins auch erhebliche Einnahmen für die Gemeinden. Die beiden grossen Produktionsgesellschaften Kraftwerke Mittelbünden, im Besitz des Elektrizitätswerk der Stadt Zürich (EWZ), und Albula-Landwasser Kraftwerke (ALK), die mehrheitlich im Besitz der Axpo ist.

#### Kraftwerke Mittelbünden

Lagekarte der Kraftwerke Mittelbünden, ebenso ist die zweite Stufe der ALK zu sehen

Die Kraftwerke Mittelbünden nutzen das hauptsächlich Wasser aus dem Einzugsgebiet der Julia und der Albula. Das als Albulawerk bezeichnete erste Kraftwerk ging im Dezember 1909 in Betrieb. Das Wasser wurde mit der Wehranlage Nisellas⊙ bei Alvaschein gefasst und der Zentrale in Sils im Domleschg zugeführt. Eine 140 km lange 47 kV-Hochspannungsleitung brachte die Energie in die Stadt Zürich. 1920 ging das Heidseewerk in Betrieb, das im Winter die Produktion des Albulawerks ergänzte. Nach dem Zweiten Weltkrieg gingen die Juliawerke in Betrieb. Als erste Etappe nach 1949 die Stufe Burvagn–Tiefencastel West den Betrieb auf. Tinizong, die grösste Zentrale der Kraftwerke Mittelbünden, ging 1954 in Betrieb. Das Wasser stammt aus dem von einem Erdschüttdamm aufgestauten Lai da Maarmorera, der 60 Mio. m³ fasst. Der Stausee überflutete das alte Dorf Marmorera. Die Anlage wurde 1971 durch die Stufe Tinizong–Tiefencastel West ergänzt und 1976 mit der Stufe Solis–Rothenbrunnen.
Die Kraftwerke Mittelbünden produzieren im Mittel 735 GWh, nämlich 191 GWh in Tinizong, 224 in GWh in Tiefencastel, 24 GWh in Solis, 102 GWh in Sils und 185 GWh in Rothenbrunnen. Sils und Rothenbrunnen befinden sich nicht im Surmeir, aber da das Wasser vom Surmeir stammt, werden sie auch zu den Mittelbündner Werken gezählt.

#### Albula-Landwasser Kraftwerke
Die ALK nützt seit 1965 das Wasser der Albula und der Landwasser. Das Wasser, das in Davos-Glaris und in Bergün-Islas gefasst wird, wird in einer gemeinsamen Druckleitung in die Zentrale in Filisur geführt. Das Filisurer Werk produziert im Mittel 290 GWh im Jahr. Seit 1989 wird das Wasser von Filisur nach Tiefencastel weitergeleitet, wo nochmals durchschnittlich 104 GWh produziert werden.

#### Projekt Tiefencastel Plus
Das Projekt Tiefencastel Plus sah den Bau eines Kraftwerks vor, welches das Gefälle der Albula zwischen dem Maschinenhaus Tiefencastel der ALK und dem Stausee Solis nutzt. Das Wasser wäre mit einem Druckstollen unter dem Dorf hindurchgeleitet worden und bei der Zentrale Tiefencastel des EWZs turbiniert worden. Durch das neue Gewässerschutzgesetz und das schwierige Marktumfeld im Bereich der Wasserkraft entstand eine Planungsunsicherheit, weshalb das Konsortium unter der Führung des EWZ im Juli 2014 beschloss, das Projekt auf Eis zu legen, obwohl die Konzession 2012 bereits erteilt worden war.